# Gəraybəyli (İsmayıllı)
Gəraybəyli è un comune dell'Azerbaigian situato nel distretto di İsmayıllı. Conta una popolazione di 786 abitanti.